# Rebergues
Rebergues là một xã trong tỉnh Pas-de-Calais, vùng Hauts-de-France, Pháp.

## Địa lý
Rebergues có cự ly khoảng 12 mile (19 km) phía tây Saint-Omer, trên đường D216E.

## Dân số
| 1962                                                              | 1968 | 1975 | 1982 | 1990 | 1999 | 2006 |
| ----------------------------------------------------------------- | ---- | ---- | ---- | ---- | ---- | ---- |
| 141                                                               | 153  | 134  | 136  | 147  | 156  | 179  |
| Số liệu điều tra dân số tính từ năm 1962, dân số chỉ tính một lần |      |      |      |      |      |      |

## Địa điểm nổi bật
- The 18th century church.
- The Château du Rougefort, thế kỷ 18.